# Ioánnis Tragákis
Ioánnis Tragákis (en grec Ιωάννης Τραγάκης), né le 21 janvier 1944 à Korydallos en Grèce, est un homme politique grec.

## Biographie
Aux élections législatives grecques de juin 2012, il est élu député au Parlement hellénique sur la liste de la Nouvelle Démocratie dans la deuxième circonscription du Pirée. Il est élu premier vice-président du Parlement pour la XVe législature le 29 juin, avec 235 votes « pour », 48 votes blancs et 2 votes nuls.
Il est réélu député de la deuxième circonscription du Pirée aux élections législatives de janvier 2015.